# Anton Rupert
Anton Rupert, voluit Antony Edward Rupert (Graaff-Reinet, 4 oktober 1916 - Stellenbosch, 18 januari 2006), was een Zuid-Afrikaans ondernemer, filantroop en natuurbeschermer. Hij was Afrikaner, geboren en getogen in de stad Graaff-Reinet in de Oost-Kaap. Hij studeerde in Pretoria en verhuisde later naar Stellenbosch, waar hij de Rembrandt Group oprichtte. Hij stierf in zijn slaap in zijn huis in Thibault Street, Stellenbosch, op 89-jarige leeftijd, en liet zijn zoon Johann, dochter Hanneli en zes kleinkinderen na. In 2004 werd hij geëerd met de 28e plaats in de Voorste 100 Groot Zuid-Afrikaners.

## Levensloop
Rupert groeide in zijn geboortedorp Graaff-Reinet in Oost-Kaap op, studeerde in Pretoria scheikunde - een studie geneeskunde brak hij af - en vertrok naar Stellenbosch waar hij in eerste instantie aan de slag ging als leraar scheikunde.
Hij begon in zijn garage met het maken van sigaretten en maakte hiermee het begin aan zijn tabakconglomeraat Rembrandt. Later deelde hij het concern op in Remgro (een investeringsgroep) en Richemont (een luxegoedconcern). Begin 21e eeuw bezit de onderneming filialen in 35 landen in de wereld met een omzet van meer dan 10 miljard Amerikaanse dollar.
Sinds 1964 biedt het bedrijf financiële ondersteuning in opleiding, kunst, muziek en de restauratie van historische gebouwen. Verder was hij een van de oprichters van het World Wide Fund for Nature en de 1001 Club en verzette hij zich openlijk tegen de apartheid.

## Erkenning
Rupert behaalde in 2004 een 28e plaats op de lijst van grootste Zuid-Afrikanen. Hetzelfde jaar werd hem de speciale prijs van de Four Freedoms Award toegekend.